# Cyrestis thessa
Cyrestis thessa är en fjärilsart som beskrevs av Hans Fruhstorfer 1900. Cyrestis thessa ingår i släktet Cyrestis och familjen praktfjärilar. Inga underarter finns listade i Catalogue of Life.